# Trolejbusy w Antracycie
Trolejbusy w Antracycie − system komunikacji trolejbusowej w ukraińskim mieście Antracyt.

## Historia
Komunikację trolejbusową w Antracycie uruchomiono 27 września 1987. Wówczas to otwarto linię nr 1 na trasie:
- AZST − Zawod Titan

We wrześniu 2000 otwarto odcinek w ulicy Rostowskiej i Tkaczenko do końcówki Mikrorajon. Do nowej końcówki skierowano nową linię nr 2, która kursowała z AZST. Łączna długość tras wynosi 18,3 km. Zajezdnia trolejbusowa znajduje się w pobliżu pętli AZST.

## Linie
Obecnie w mieście istnieją dwie linie trolejbusowe:
- 1: AZST − Zawod Titan
- 2: AZST − Mikrorajon

## Tabor
Do obsługi linii nr 1 w 1987 otrzymano 11 trolejbusów ZiU-9. W 1990 w mieście było już 19 trolejbusów. W 2004 zakupiono trzy trolejbusy LAZ-52522. Obecnie w Antracycie są 4 trolejbusy:
- LAZ-52522 − 3 trolejbusy
- ZiU-9 − 1 trolejbus (nieużywany)